# Distrito 22@

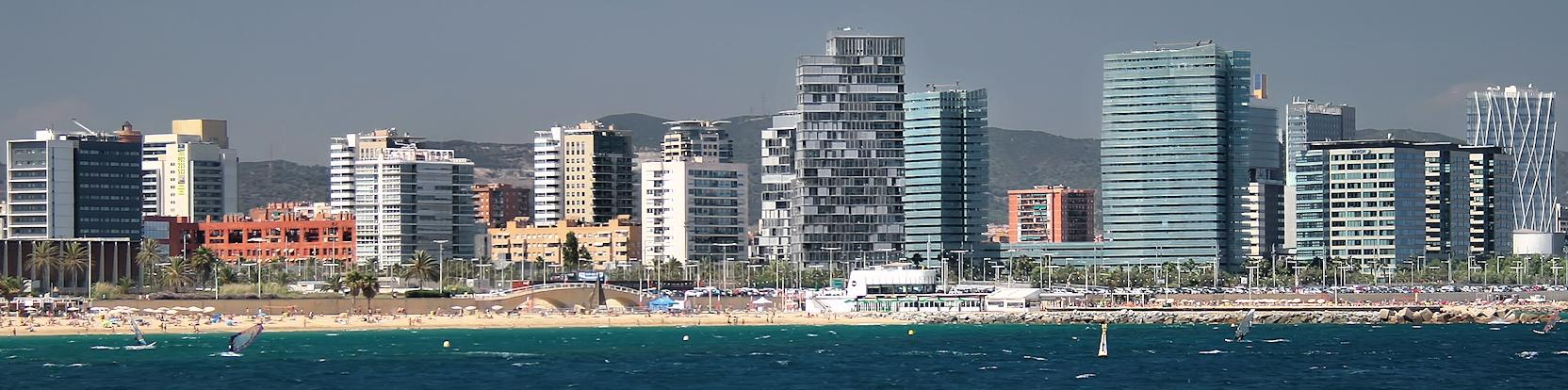
Edificios del distrito 22@ desde el mar.

Distrito 22@, también conocido como 22@Barcelona o simplemente 22@, es un área de negocios de cerca de 200 hectáreas en el distrito de San Martín (Barcelona, España). Surge en el año 2000 como una iniciativa del Ayuntamiento de Barcelona para transformar 200 hectáreas de suelo industrial del barrio de Pueblo Nuevo en un distrito productivo innovador con espacios modernos para la concentración estratégica de actividades intensivas en conocimiento. 
Para alcanzar este objetivo, se crea un nuevo modelo de ciudad compacta, donde las empresas conviven con universidades, centros de investigación, de formación y de transferencia de tecnología, así como viviendas, equipamientos y zonas verdes. De esta manera, se define un nuevo modelo económico basado en el desarrollo de cinco clusters sectoriales: medios audiovisuales, tecnologías de la información y la comunicación, energía, diseño y biotecnología, y en la ejecución de diversos proyectos estratégicos que facilitan el crecimiento de las empresas, la creatividad, desarrollos para coworking, el networking, la atracción y retención de talento y el acceso a la innovación y la tecnología, entre otros. 
Desde el año 2001 se han ubicado más de 4.500 nuevas empresas, que suman 56.000 empleados en la zona.[cita requerida]

## Críticas
Los nuevos planes urbanísticos y la actitud del gobierno municipal de Barcelona han provocado controversia entre la ciudadanía, ya que este proyecto de distrito económico es percibido como una amenaza para la estabilidad económica del barrio.
Con motivo del Fórum Universal de las Culturas, celebrado en Barcelona en 2004, el colectivo Fotut 2004 y otros movimientos antifórum hicieron campaña en contra del evento, así como en contra del nuevo desarrollo de la ciudad y de las políticas del ayuntamiento.

## Arquitectura desarrollada en el Distrito 22@
La siguiente lista incluye algunas de las obras desarrolladas desde la aprobación del proyecto, ordenadas cronológicamente de más antigua a más recientes.

## Arquitectura en el Distrito 22@
Esta lista cotinene imágenes de algunas de las obras arquitectónicas desarrolladas dentro de los términos geográficos del Distrito 22@, desde la aprobación del mismo.
| Nombre | Ubicación                 | Arquitecto                                        | Fecha de inauguración | Imagen |
| --- | ------------------------- | ------------------------------------------------- | --------------------- | ------ |
| Illa del Llac | C/Josep Pla, 31           | BST Arquitectos, KM+P Architects y Óscar Tusquets | 2002                  |        |
| Can Saladrigas (reforma de conjunto industrial de 1884)                                                                                 | C/dels Almogàvers, 119    | A+M arquitectes                                   | 2002                  |        |
| Illa del Cel | C/Llull, 350              | Alonso Balaguer                                   | 2003                  |        |
| Illa del Bosc | C/Llull, 350              | Óscar Tusquets y Carlos Díaz                      | 2003                  |        |
| Torre Llacuna | C/Llacuna, 166            | TAC Arquitectes                                   | 2003                  |        |
| Edificio Fórum (Museo de Ciencias Naturales de Barcelona)                                                                               | C/del Joncar, 39          | Herzog & de Meuron                                | 2004                  |        |
| Pabellones de La Unión Metalúrgica (reforma de las partes mantenidas del derribo de un complejo industrial realizado entre 1898 y 1914) | C/del Joncar, 39          |                                                   | 2004                  |        |
| AC Hotel Barcelona Forum | Pg. del Taulat, 278       | Mateoarquitectura                                 | 2004                  |        |
| Oficinas del Consorcio de la Zona Franca                                                                                                | Pg. del Taulat, 266       | Mateoarquitectura                                 | 2004                  |        |
| Hotel Barcelona Princess | Av. Diagonal, 1           | Óscar Tusquets                                    | 2004                  |        |
| Hilton Diagonal Mar Barcelona | Pg. del Taulat, 262       | Óscar Tusquets                                    | 2004                  |        |
| Torre Glòries (Torre Agbar) | Av. Diagonal - C/Badajoz  | Jean Nouvel + Fermín Vázquez Huarte-Mendicoa      | 2005                  |        |
| Illa de la Llum | Av. Diagonal, 177         | Lluís Clotet e Ignacio Paricio                    | 2005                  |        |
| Habitat Sky | C/Pere IV, 272            | Dominique Perrault                                | 2007                  |        |
| Torre Nova Diagonal | C/Fluvià, 99              | MSA+A                                             | 2007                  |        |
| Illa del Mar | Pg. del Taulat, 254       | MSA+A y Muñóz + Albín                             | 2008                  |        |
| Edificio Interface | C/Tànger, 98              | Batlle i Roig                                     | 2008                  |        |
| Edificio Mediapro | Av. Diagonal, 177         | OAB                                               | 2008                  |        |
| D197 | Av. Diagonal, 197         | Dominique Perrault                                | 2008                  |        |
| Diagonal 123 | Av. Diagonal, 123         | Dominique Perrault                                | 2009                  |        |
| Edificio Indra | C/Tànger, 99              | b720 Fermín Vázquez Arquitectos                   | 2009                  |        |
| Edificio de la Comisión 22@ del Ayuntamiento de Barcelona                                                                               | C/Bolívia, 105            |                                                   | 2009                  |        |
| Edificio Media-TIC | C/Roc Boronat, 117        | Enric Ruiz-Geli                                   | 2009                  |        |
| D199 | Av. Diagonal, 199         | BCA                                               | 2009                  |        |
| Edificio del Banc de Sang i Teixits | C/Rafael Campalans, 2     | SaAS                                              | 2010                  |        |
| Edificio CMT | C/Bolívia, 56             | GCA                                               | 2010                  |        |
| Edificio RBA | C/Roc Boronat, 146        | MBM Arquitectes                                   | 2011                  |        |
| Diagonal Zero Zero | Pl. d'Ernest Lluch, 5     | Enric Massip-Bosch                                | 2011                  |        |
| Museo del Diseño de Barcelona | C/Roc Boronat, 146        | MBM Arquitectes                                   | 2014                  |        |
| Hotel Ibis Styles City Bogatell | C/Roc Boronat, 146        | C/Llull, 71                                       | 2016                  |        |
| Sede Central de Cuatrecasas Abogados | Av. Diagonal, 191-193     | GCA                                               | 2017                  |        |
| Hotel Acta Voraport | C/Llacuna, 29             | GCA                                               | 2019                  |        |
| Torre Antares | Pl. Llevant, 1            | Odile Decq                                        | 2021                  |        |
| Sea Towers | Av. d'Icària, 211         | GCA                                               | 2022                  |        |
| The Social Hub | C/Cristóbal de Moura, 115 | GCA + TSH interiorisme                            | 2022                  |        |